# Mutschau

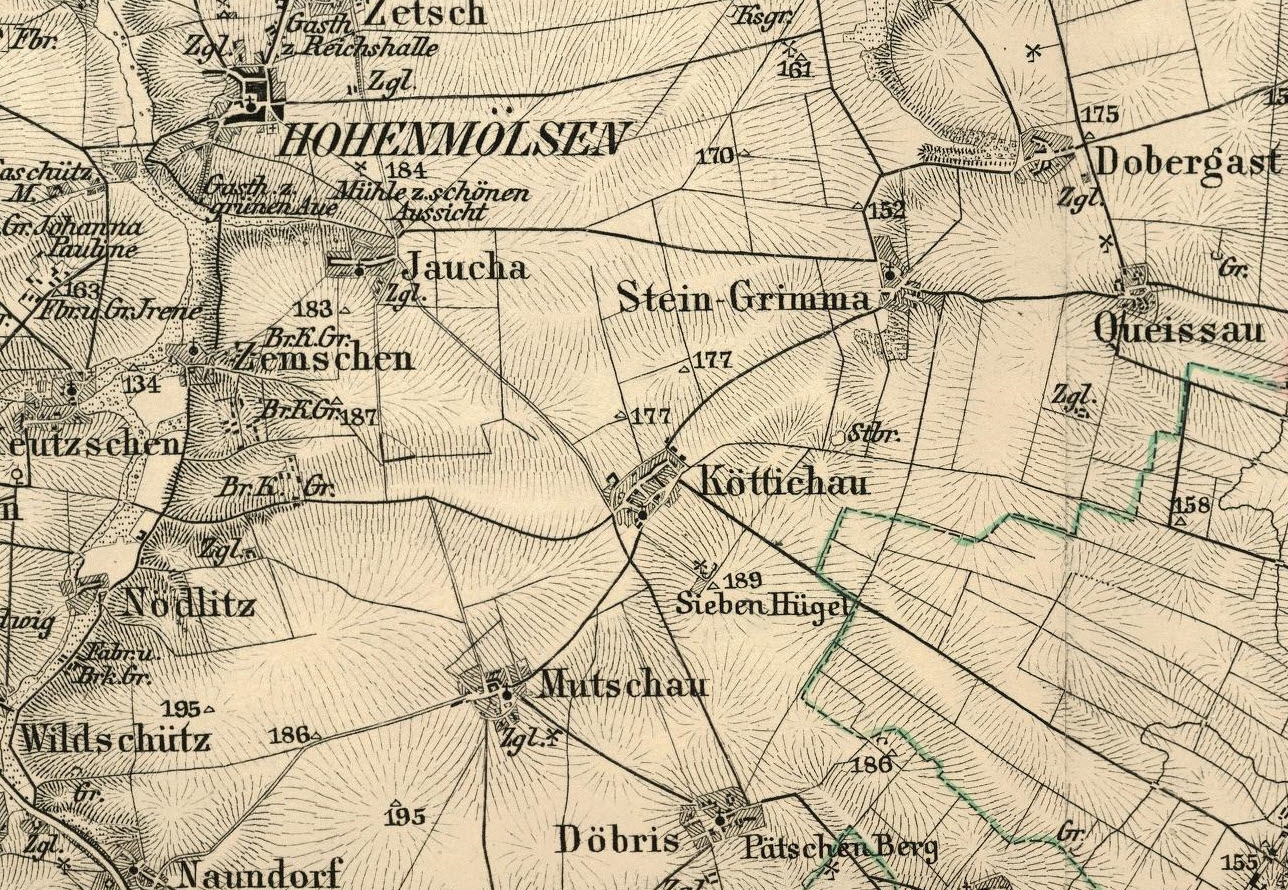
Ortslage Mutschau und Umgebung um 1893

Mutschau war ein ehemaliges Kirchdorf im heutigen Burgenlandkreis in Sachsen-Anhalt. Zwischen den Jahren 1957 und 1958 wurden in Auswirkung des Braunkohlebergbaus 1033 Einwohner umgesiedelt, die Gemeinde devastiert und anschließend vollständig überbaggert. Die Löschung aus dem Gemeinderegister erfolgte am 1. Dezember 1962, bei gleichzeitiger Zuordnung der Flur an das etwa vier Kilometer nordwestlich gelegene Hohenmölsen. Damit endete offiziell die über 1000-jährige Existenz der Siedlung. Die einstige Ortslage ist heute Teil einer Ackerfläche.

## Geschichte
Schon im Frühmittelalter existierten in Mutschau eine Kirche und ein Rittergut. Frühen Heimatforschern zufolge wurde der Ort um das Jahr 1080 gegründet. In der Umgebung vorhanden gewesene Schanzen entstanden wahrscheinlich während des Investiturstreits, speziell der Kämpfe zwischen Heinrich IV. und Rudolf von Rheinfelden. Zur Parochie Mutschau zählte die Kirche in Wildschütz. Das Patronatsrecht übte das Rittergut zu Mutschau bis zur Mitte des 19. Jahrhunderts aus. Am 24. Juni 1774 brach im Ort ein Feuer aus, bei welchem innerhalb nur einer halben Stunde 21 Gehöfte und die Kirche niederbrannten. Im Jahr 1813 lagerten nach der Schlacht von Lützen 30.000 Soldaten in Mutschau. Dabei wurde das Dorf geplündert, den Einwohnern jedoch rechtzeitig eine Flucht nach Zeitz gewährt.
Um das Jahr 1840 hatte der Ort 65 Häuser mit 506 Einwohnern. Die Felder der Gemarkung wurden als äußerst fruchtbar und die Gemeinde als sehr wohlhabend beschrieben. 1864 erfolgten an der romanischen Mutschauer Kirche umfangreiche Umbauten und Renovierungsarbeiten. Im Turm befanden sich drei Glocken, davon zwei aus dem 15. Jahrhundert und eine aus der weltberühmten Glockengießerei der Gebrüder Ulrich aus dem Jahr 1779. Der Verbleib der Glocken ist unbekannt. Zudem befand sich in der Kirche ab 1866 eine Ladegast-Orgel.
Bis zur Mitte des 20. Jahrhunderts war das Kirchdorf landwirtschaftlich geprägt. Der Gutshof von Mutschau erlangte in den 1920er und 1930er Jahren in ganz Deutschland sowie in Österreich große Bekanntheit durch seine mehrfach preisgekrönte Hoch- und Herdbuchzucht von Fleckvieh. Das Vorwerk befand sich über Jahrhunderte, als Stammgut nachweislich seit dem Jahr 1209, im Besitz der Familie von Mutschau. Über das Geschlecht ist in der Adelsforschung wenig bekannt. Die Familie trat vermutlich nur kurzfristig, jedoch in großer Personenzahl auf. 1295/96 sind neun Kinder Hermanns von Mutschau bezeugt. 1495 kaufte Hans von Kayn auf Tackau das Rittergut. Das Adelsgeschlecht von Kayn stammte ursprünglich aus Meißen und besaß bis ins 18. Jahrhundert hinein mehrere Güter im Stift Naumburg-Zeitz. Im Jahr 1836 ist Johann Gottlob Weidling als Gutsherr zu Mutschau erwähnt, dessen Nachkommen maßgeblich für die Züchtungserfolge verantwortlich waren und den Hof bis 1945 im Familienbesitz betrieben.

## Zerstörung
Obwohl bereits Anfang des 20. Jahrhunderts südöstlich von Mutschau der Aufschluss der Grube Margarete erfolgte und in fünf Kilometer Entfernung ab 1936 das Braunkohlekraftwerk Deuben entstand, blieb der Ort bis zur Mitte der 1950er Jahre vom Bergbau verschont. Erst nach Gründung der DDR erreichte der Braunkohlenabbau eine neue Dimension. Die DDR setzte zur Energieerzeugung nahezu ausschließlich heimische Braunkohle ein. Die Maximierung der Fördermengen führte zur Inanspruchnahme riesiger Flächen. Orte, die in den Kohlefeldern lagen, wurden konsequent abgebaggert. Jahrhunderte alte Gutshöfe, Kirchen und Kulturdenkmale wurden zerstört, Friedhöfe entweiht, ganze Wälder gerodet, Flüsse und Bäche verlegt, kanalisiert oder eingedeicht. Der Abbau der Braunkohle erfolgte in der DDR praktisch ohne Rücksicht auf Menschen oder Umweltbelange.
1949 fiel der Entschluss, den ab 1940 betriebenen Tagebau Pirkau in nördliche Richtung großräumig zu erweitern. Diesem Tagebau fielen die Orte Pirkau (1951), Streckau (1954), Mutschau (1957) und Köttichau (1960) zum Opfer. Die Umsiedlung der Einwohner erfolgte mehrheitlich in neu errichtete Wohnblocksiedlungen, namentlich Hohenmölsen-Süd und Zeitz (Stadtteil Völkerfreundschaft).
In der neueren Forschung und Aufarbeitung der SED-Diktatur dient Mutschau oft als Paradebeispiel für die in der DDR praktizierte Maxime „Braunkohle um jeden Preis“ und die damit verbundene Propaganda. So verfasste der Zirkel Schreibender Arbeiter vom VEB Braunkohlenwerk Deuben  im Jahr 1957 eine Chronik mit dem Titel Mutschau. Ereignisse aus Vergangenheit und Gegenwart. Darin wurde suggeriert, dass in Mutschau ausschließlich Bergarbeiter lebten, für die eine Umsiedlung im Interesse der Allgemeinheit eine Selbstverständlichkeit gewesen sei. Dieses Zeremoniell war kein Einzelfall. Über fast jeden Ort, der abgebaggert werden sollte, wurde ein Buch oder eine Broschüre mit identischer Botschaft veröffentlicht. Die Publikation über Mutschau hebt sich von anderen hervor, weil darin wahrheitswidrig von „gemeinsamen Entschlüssen“, „fortschrittlichen Entwicklungen“ und, militärischer Doktrin ähnelnd, von „stolzer Trauer im Orte“ die Rede ist. Abgebildete Gruppenfotos sollten diese Aussagen bestärken. Ansonsten sind in der 76 Seiten umfassenden „Chronik“ überwiegend biologische und geologische Verhältnisse der ehemaligen Gemeinde nebst bergbaulichen Flurkarten dargestellt.
Mutschau war jedoch kein reines Bergarbeiterdorf. Zudem erfolgte in den wenigsten Fällen das Verlassen der alten Heimat freiwillig. Für viele Landbewohner stellte der Umzug in eine Stadt eine große Herausforderung dar. Eine offizielle Statistik über Selbstmorde oder alte Menschen, welche die Zwangsumsiedlungen nicht überlebten, existiert nicht. Derartige Erkenntnisse behandelte die DDR-Regierung als Verschlusssache. Neben dem Verlust riesiger Feld- und damit Ertragsflächen führte die Umsiedlung der Menschen aus devastierten Orten zu einer Bevölkerungsverdichtung in den Städten und zunehmenden Versorgungsproblemen. Daraus resultierten Spannungen zwischen der Stadtbevölkerung und den ehemaligen Dorfbewohnern. Nicht selten fühlten „Zugezogene“ sich von Einheimischen an den Rand gedrängt und lebten eher nebeneinander, statt miteinander.
Wie unbeschränkt die DDR-Führung bei der Devastierung von Orten vorging, wird ebenfalls an Mutschau deutlich. Zwar gab es im Mitteldeutschen Braunkohlerevier an mehreren Orten besonders reichhaltige Bitumenkohle mit 30 bis 70 Prozent Teergehalt, in Mutschau und Umgebung lag der Bitumengehalt jedoch nur bei maximal 3,5 Prozent. Das war seit 1911 bekannt. Dieser Turff konnte ohne Beimischung von bitumhaltigerer Kohle selbst für die Brikettherstellung kaum Verwendung finden, da gute Presskohle nur erzielt werden kann, wenn das fertige Brikett einen Bitumengehalt zwischen 4 und 14 Prozent enthält. Vollkommen ungeeignet war das bitumenarme Mutschauer Flöz für die Kohleveredlung, welche jedoch die Hauptgrundlage der ökonomischen Autarkiebestrebungen in der DDR darstellte.
Die Auskohlung des Tagebaus Pirkau war 1969 abgeschlossen. Anschließend wurden die Restlöcher mit Abraummassen aus dem Tagebau Profen verkippt. In den folgenden Jahrzehnten glich die Gegend einer Mondlandschaft. Ab dem Jahr 1988 begann die Rekultivierung der Bergbaufolgelandschaft. Die ehemalige Gemarkung ist heute Teil einer Ackerfläche. Ein sogenannter Heimatstein am nahegelegenen Mondsee erinnert zusammen mit anderen Dörfern an Mutschau.